# 인서전트
《인서전트》(영어: Insurgent)는 베로니카 로스의 소설로, 《다이버전트 삼부작》의 두번째 작품이다.